# 沙莫因
沙莫因是葡萄牙布拉加区的一个堂区。总面积7.41平方公里，总人口350人，人口密度47.2人/平方公里。